# Мастика (пиће)
Мастика (мкд. Мастика или Мастиката) је традиционално грчко жестоко алкохолно пиће, које се у овој земљи производи већ 300 година. Најквалитетнија мастика прави се у региону Струмице. Чувена Струмичка мастика је 1990. године заштићена као национални бренд Македоније.

## Састав и технологија производње
Мастика је мешавина рафинисаног алкохола са водом, уз додатак анисовог уља и незнатних количина дозвољених примеса. Количина алкохола креће се од 40–55 вол. %. Спада у категорију вештачких ракија – алкохолна пића добијена мешањем рафинисаног алкохола са водом и додацима односно дозвољеним аромама (мацератима или њиховим композицијама). При дестилацији дестилат тече преко смоле мастикса (Pistacia lentiscus, биљка из породице пистаћа), по којој је ово пиће и добило име.
Струмичани тврде да се за справљање оригиналне мастике користе искључиво природне сировине - вински дестилат, анис (Македонци га зову анасон) и багремов мед.

## Конзумирање мастике
Мастика се најчешће служи са ледом. Када се оригинална струмичка мастика помеша са водом добија плавкасто белу боју.
Вршена су и медицинска испитивања која су показала да конзумирање мастике у умереним количинама помаже код уништавања хелико бактерија.

## Слична пића
У Македонији се са анисом прави и ракија анасонка, коју не треба мешати са мастиком јер се током производње не користи смола мастикса.
Слична жестока пића са анисом праве се и у другим медитеранским земљама: француски пастис и перно, грчки узо, турска јени ракија и италијански анесоне.